# Dorfkirche Döben (Barby)

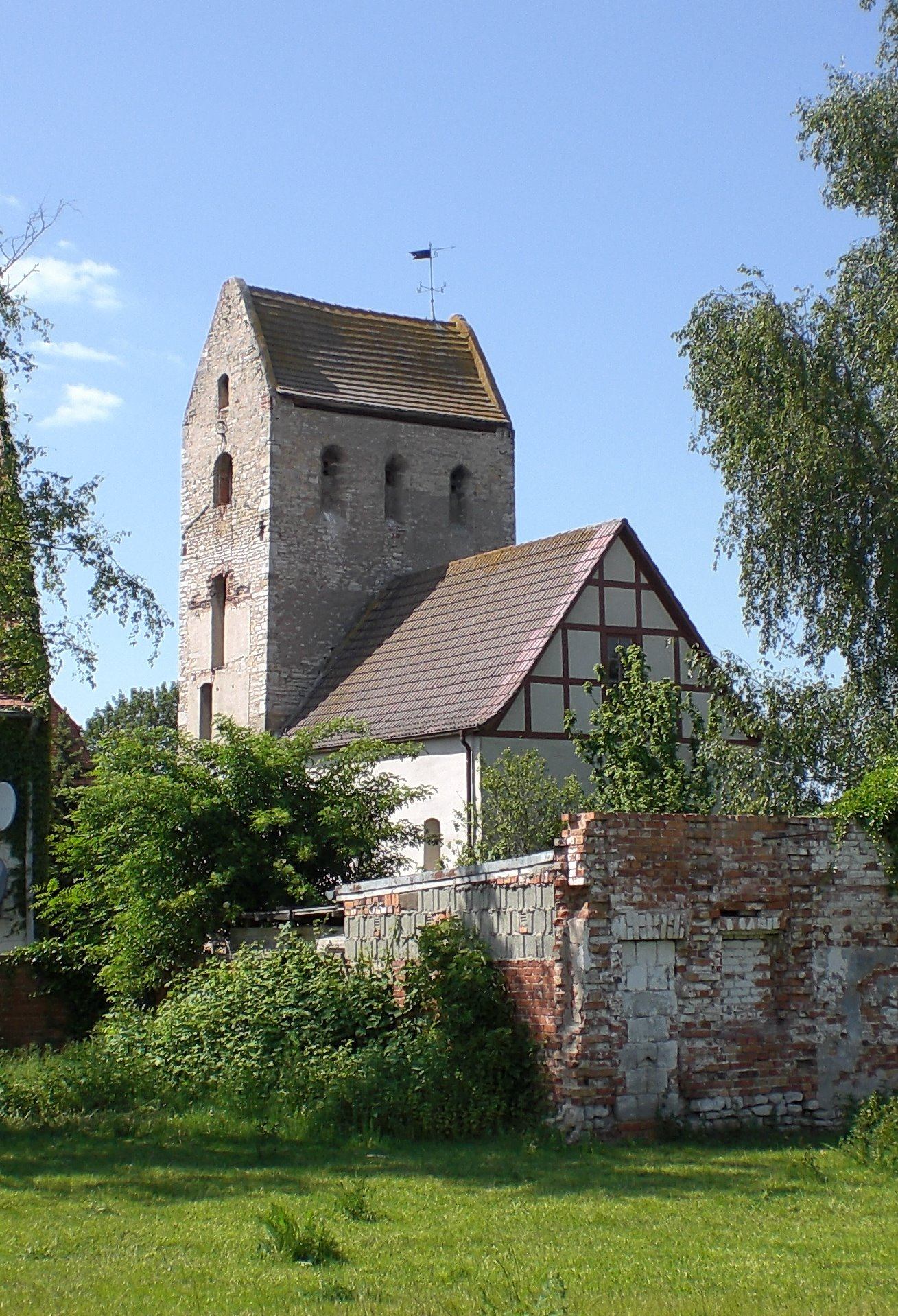
Dorfkirche Döben

Die Dorfkirche Döben ist ein Kirchengebäude in Döben, einem Ortsteil der Stadt Barby in Sachsen-Anhalt.
Das heute nicht mehr als Kirche genutzte Gebäude geht bis auf die Zeit der Spätromanik zurück und entstand in der ersten Hälfte des 13. Jahrhunderts. Westlich des auf rechteckigem Grundriss errichteten Kirchenschiffs steht der gleichfalls rechteckige Kirchturm quer zum Schiff. Auf dem Turm befindet sich ein Satteldach. Aus der Ursprungszeit sind noch einige kleine Rundbogenfenster erhalten. Das zur Kirche gehörende ursprüngliche Dorf war wüst geworden. An der Kirche befand sich ursprünglich auch ein Friedhof. Es wurden Grabsteine und Skelette gefunden.
Das Innere der Kirche wurde im Zuge einer geänderten Nutzung verbaut und besteht nicht mehr in der Ursprungsform. An der Süd- und Westseite entstanden Anbauten. Die nichtkirchliche Nutzung besteht schon über lange Zeiträume. Im 19. Jahrhundert diente das Gebäude als Brauhaus. Im Kirchenschiff befand sich die  Gutsschmiede. Obergeschoss und Dachböden wurden später als Getreidespeicher und zur Getreidetrocknung genutzt. Im Kirchturm war ein Wasserbehälter eingebaut.